# Ausias Despuig
Ausias Despuig, Cardenal de Monreal, (Játiva, 1423-Roma, 2 de septiembre de 1483) fue un eclesiástico valenciano que llegó a ser cardenal de la Iglesia católica.

## Biografía
Despuig fue canónigo y chantre en Barcelona, así como canónigo en Gerona, Huesca y Urgel. El rey  Alfonso V de Aragón le nombró canciller del Estudio General del reino y canónigo de la catedral en 1457. Despuig fue consejero de su sucesor Juan II de Aragón, que le nombró arzobispo de Monreale, en el Reino de Sicilia.
El entonces príncipe Fernando le nombró gobernador de Sicilia en 1470; ocupó el puesto hasta 1478. En 1472 fue nombrado también gobernador de Roma, vicecamarlengo y  embajador de Aragón ante la Santa Sede. 
Despuig fue creado cardenal por el papa Sixto IV el 7 de mayo de 1473 y poco después fue nombrado arzobispo de Zaragoza en 1475. Sin embargo renunció al arzobispado al no ser un nombramiento aprobado por el rey. En 1476 fue nombrado administrador de Capaccio y abad de S. Pietro d'Eboli. En 1482 fue nombrado camarlengo del Colegio de Cardenales.